# Jildo Irwa
Jildo Irwa (asi 1906, Bar-Kitoba – 18. října 1918, Paimol) byl mladý ugandský římskokatolický laik, sloužící jako asistent katechety Daudiho Okela, zabitý spolu s ním pro svoji víru. Katolická církev jej uctívá jako blahoslaveného mučedníka.

## Život
Narodil se kolem roku 1906 ve vesnici Bar-Kitoba na severozápadě distriktu Kitgum v Ugandě. Jeho rodiči byli Okeni a Ato, kteří později konvertovali na katolickou víru. Patřil k etniku Acholi.
V roce 1915 vznikla v oblasti mise komboniánů a jeden z nich, otec Cesare Gambaretto jej dne 6. června 1916 ve věku okolo 11 let pokřtil. Téhož dne přijal i své první svaté přijímání. Přijal křestní jméno Jildo. Dne 15. října 1916 přijal svátost biřmování.
Poté, co na počátku roku 1917 zemřel katecheta ve vesnici Paimol v distriktu Agago a jeho nástupcem se stal mladý Daudi Okelo Nabídl se být jeho asistentem i přes nebezpečí tohoto poslání, kdy zde byly časté ozbrojené konflikty a v některých skupinách panovaly protikřesťanské nálady.
Poté, co s Daudim Okelem absolvoval přípravný kurz, mu v Paimolu pomáhal při evangelizaci místních obyvatel. Jako pomocný katecheta zde měl na starosti páci s mládeží.
Nepokoje v regionu byly časté kvůli četným lupičům a různým skupinám, nepřátelským k novému náboženství, které pomáhal rozšiřovat. Dne 18. října 1918 vtrhlo pět mužů do vesnice Paimol a zamířilo k chatě, kterou obýval spolu s Daudim Okelem, s úmyslem je zabít. Nejprve zabili Daudiho Okela, který odmítl přestat pokračovat ve výuce katechizmu, a poté zaútočili na něj, jelikož odmítl opustit svou pozici asistenta katechety. Jeden z mužů jej pak vytáhl z chatrče a probodl ho kopím, načež jej znovu bodl do obličeje. Bylo mu mezi dvanácti a čtrnácti lety.

## Úcta
Beatifikační proces jeho a jeho společníka započal dne 7. února 1998, čímž obdrželi titul služebníci Boží. Dne 23. dubna 2002 podepsal papež sv. Jan Pavel II. dekret o jejich mučednictví.
Blahořečeni pak byli společně dne 20. října 2002 na Svatopetrském náměstí papežem sv. Janem Pavlem II.
Jeho památka je připomínána 18. října.